# Национальный орден Верхней Вольты
Национальный орден Верхней Вольты (также Национальный вольтийский орден, фр. Ordre national voltaïque) — высшая государственная награда Республики Верхняя Вольта.

## История
Национальный орден Верхней Вольты учреждён 29 июня 1961 года в ознаменование объявления полной независимости Верхней Вольты и предназначался для вознаграждения граждан Верхней Вольты за выдающиеся заслуги в гражданской и военной службе и профессиональной трудовой деятельности на пользу нации. Орденом также могли награждаться иностранные граждане.
Великим магистром ордена являлся действующий президент страны, который при вступлении в должность жаловался Большим крестом ордена.
После прихода к власти президента Томаса Санкары все старые награды Верхней Вольты, в том числе и Национальный орден, были упразднены декретом от 14 марта 1985 года, однако после свержения Санкары это постановление было отменено.
Декретом № 93-256 от 6 августа 1993 года Национальный орден Верхней Вольты был окончательно упразднён. При этом все лица, награждённые им ранее, были признаны кавалерами новоучреждённого Национального ордена Буркина-Фасо соответствующих степеней (командоры ордена Верхней Вольты признаны командорами ордена Буркина-Фасо, офицеры — офицерами, и т.д.). Этим лицам разрешалось носить знаки отменённого ордена, но при награждении более высокой степенью нового ордена прежние знаки снимать.

## Степени ордена
Национальный орден Верхней Вольты подразделялся на 5 степеней:
 Кавалер Большого креста (фр. Grand'croix) — знак на широкой ленте через плечо и звезда на левой стороне груди;
 Великий офицер (фр. Grand officier) — знак на ленте с розеткой, на левой стороне груди и звезда на правой стороне груди;
 Командор (фр. Commandeur) — знак на ленте, носимый на шее;
 Офицер (фр. Officier) — знак на ленте с розеткой, носимый на левой стороне груди;
 Кавалер (фр. Chevalier) — знак на ленте, носимый на левой стороне груди.

## Знаки ордена
Знак ордена — шестиконечная, вытянутая по вертикали звезда с ободком чёрной эмали, наложенная на венок из двух стеблей просо. Лучи знака обременены изображениями раскрывшихся бутонов хлопчатника белой эмали. В центре лицевой стороны знака круглый медальон с широким ободком красной эмали. В центральной части медальона — изображение шагающего вправо слона. На ободке медальона: в нижней части — полувенок из лавровых ветвей, в верхней части — надпись «ORDRE NATIONAL». Оборотная сторона знака гладкая без эмалей. В центре оборотной стороны круглый медальон с широким ободком красной эмали. В центре медальона — герб Верхней Вольты, на ободке надпись — «REPUBLIQUE DE HAUTE VOLTA». К верхнему лучу знака крепится шарик, служащий ушком для кольца, через которое пропускается орденская лента.
Знак кавалера — серебряный, остальных степеней — позолоченный.
Размеры знаков кавалеров и офицеров — 37×56 мм, командоров и кавалеров Большого креста — 45×67 мм.
Звезда ордена восьмиконечная с наложенным на центр знаком ордена большого размера. Диаметр звезды — 90 мм.
Лента ордена из трёх равновеликих полос чёрного, белого и красного цвета. К ленте офицера крепится розетка диаметром 28 мм из такой же ленты. Ширина ленты Большого креста — 101 мм, остальных степеней — 37 мм.